# Serra de Montllobar
La Serra de Montllobar és una serra del terme municipal de Tremp, del Pallars Jussà, dins de l'antic terme de Fígols de Tremp. Està situada a la part central de ponent del gran municipi de Tremp, i a la part central-occidental de l'antic terme al qual pertanyia.
La Serra de Montllobar té com a punt preeminent el cim de Montllobar, i conté, a més, les restes del Castell de Montllobar i del despoblat antic de Montllobar.
En el seu extrem meridional enllaça amb la Serra d'Arbull.